# Distretto elettorale di Eengodi
Il distretto elettorale di Eengodi è un distretto elettorale della Namibia situato nella Regione di Oshikoto con 21.732 abitanti al censimento del 2011. Il capoluogo è la città di Eengodi.